# Discografia de Fightstar
Aquesta és la discografia de la banda de Rock alternatiu / Post-hardcore britànica, Fightstar.
Des que es van formar l'any 2003, han lliurat un EP, tres àlbums de llarga duració i un àlbum recopilatori "b-side".
També han lliurat 12 senzills, tenen 13 vídeos musicals, 1 banda sonora, i 23 b-sides (cares-b).

## EP's
1. They Liked You Better When You Were Dead

- LLiurat: 28 de febrer del 2005
- Productor: Mark Williams
- Posició a les llistes: #86 a la (UK Singles Chart), #2 a la (UK Budget Albums Chart) i el Vinil de 7" #12 a la (U.K Independent Chart)
- Discogràfica: Sandwich Leg Records

## Àlbums d'estudi
1. Grand Unification
- LLiurat: 13 de març del 2006
- Productor: Colin Richardson
- Posició a les llistes: #28
- Discogràfica: Island Records

2. One Day Son, This Will All Be Yours
- LLiurat: 24 de setembre del 2007
- Productor: Matt Wallace
- Posició a les llistes: #27
- Discogràfica: Institute Records via Gut Records

3. Be Human
- LLiurat: 20 d'abril del 2009
- Productor: Carl Bown i Fightstar
- Posició a les llistes: #20
- Discogràfica: Search and Destroy via PIAS Records

## Senzills
"Paint Your Target" de l'àlbum Grand Unification
- LLiurat: 13 de juny del 2005
- Format: CD, DVD, Vinil de 7", Descàrrega
- Posició a les llistes: #9[1]

"Grand Unification Part 1" de l'àlbum Grand Unification
- LLiurat: 31 d'octubre del 2005
- Format: CD, DVD, Vinil de 7", Descàrrega
- Posició a les llistes: #20[1]

"Waste a Moment" de l'àlbum Grand Unification
- LLiurat: 6 de març del 2006
- Format: CD, DVD, Vinil de 7", Descàrrega
- Posició a les llistes: #29[1]

"Hazy Eyes" de l'àlbum Grand Unification
- LLiurat: 6 de juny del 2006
- Format: CD, CD Maxi, Vinil de 7", Descàrrega
- Posició a les llistes: #47[1]

"99" de l'àlbum One Day Son, This Will All Be Yours
- LLiurat: 11 de maig del 2007
- Format: CD, CD Maxi, Vinil de 7", Descàrrega
- Posició a les llistes: N/A

"We Apologise for Nothing" de l'àlbum One Day Son, This Will All Be Yours
- LLiurat: 17 de setembre del 2007
- Format: CD, Vinil de 7", Descàrrega
- Posició a les llistes: #63[2] #1 (U.K Independent Chart)

"Deathcar" de l'àlbum One Day Son, This Will All Be Yours
- LLiurat: 3 de desembre del 2007
- Format: Disc de Vinil (VinylDisc) i Descàrrega
- Posició a les llistes: #92(U.K) #2 (U.K Independent Chart) #2 (U.K Rock Chart)

"Floods" de l'àlbum One Day Son, This Will All Be Yours
- LLiurat: 3 de març del 2008
- Format: CD, Vinil de 7", Descàrrega
- Posició a les llistes: #114[3]

"I Am the Message" de l'àlbum One Day Son, This Will All Be Yours
- LLiurat: 16 de juny del 2008
- Format: Vinil de 7" i Descàrrega
- Posició a les llistes: DNC (RU), #4 (U.K Independent Chart), #1 (U.K Rock Chart)

"The English Way" de l'àlbum Be Human
- LLiurat: 3 de novembre del 2008
- Format: CD, Vinil de 7", Descàrrega
- Posició a les llistes: #62 (UK Singles Chart), #2 (UK Independent Chart)

"Mercury Summer" de l'àlbum Be Human
- LLiurat: 6 d'abril del 2009
- Format: CD, Vinil de 7", Descàrrega
- Posició a les llistes: #46 (UK Singles Chart), #1 (UK Rock Chart), #3 (UK Inependant Chart)

"Never Change" de l'àlbum Be Human
- LLiurat: 20 de juliol del 2009
- Format: CD i Descàrrega
- Posició a les llistes: #132 (UK Singles Chart), #4 (UK Rock Chart), #11 (UK Independant Chart)

"A City on Fire"'
- LLiurat: 7 de desembre
- Format: Encara Per Conèixer (EPC)
- Posició a les llistes: -

## Posició dels senzills a les llistes
| Any  | Títol                      | Posició a les llistes | Posició a les llistes | Posició a les llistes | Àlbum                               |
| Any  | Títol                      | UK Singles Chart      | UK Rock Chart         | UK Indie Chart        | Àlbum                               |
| ---- | -------------------------- | --------------------- | --------------------- | --------------------- | ----------------------------------- |
| 2005 | "Paint Your Target"        | 9                     | -                     | -                     | Grand Unification                   |
| 2005 | "Grand Unification Part 1" | 20                    | -                     | -                     | Grand Unification                   |
| 2006 | "Waste A Moment"           | 29                    | -                     | -                     | Grand Unification                   |
| 2006 | "Hazy Eyes"                | 47                    | -                     | -                     | Grand Unification                   |
| 2007 | "99" (Només descàrrega)    | -                     | -                     | -                     | One Day Son, This Will All Be Yours |
| 2007 | "We Apologise for Nothing" | 63                    | -                     | 1                     | One Day Son, This Will All Be Yours |
| 2007 | "Deathcar"                 | 92                    | 2                     | 2                     | One Day Son, This Will All Be Yours |
| 2008 | "Floods"                   | 114                   | 3                     | 2                     | One Day Son, This Will All Be Yours |
| 2008 | "I Am the Message"         | -                     | 1                     | 4                     | One Day Son, This Will All Be Yours |
| 2008 | "The English Way"          | 62                    | -                     | 2                     | Be Human                            |
| 2009 | "Mercury Summer"           | 46                    | 1                     | 3                     | Be Human                            |
| 2009 | "Never Change"             | 132                   | 4                     | 11                    | Be Human                            |
| 2009 | "A City on Fire"           | -                     | -                     | -                     | Be Human                            |

## B-Sides (Cares-B)
- Until Then
- Cross Out The Stars
- Days I Recall Being Wonderful (Cover de Last Days of April)
- Take You Home
- Call To Arms
- Minerva (Acústica) (Cover de Deftones)
- Ghosts On 31
- She Drove Me To Daytime Television (Cover de Funeral for a Friend)
- Fight For Us
- Gracious
- Hold Out Your Arms (Acústica)
- In Between Days (Cover de The Cure)
- Abuse Me (Cover de Silverchair)
- Breaking The Law (Cover de Judas Priest)
- Nerv/Seele
- Shinji Ikari
- Flotation Therapy
- Zihuatanejo
- Dark Star
- Where's the Money Lebowski?
- Colours Bleed (Demo de l'Àlbum Be Human)
- Drown
- We Left Tracks of Fire
- Athea
- A Short History of The World
- These Days

## Altres cançons
- Leper Messiah Canço versionada (cover) de Metallica) - Kerrang!s Remastered (Tribut a Metallica)
- My Own Summer (Canço versionada (cover) de Deftones) - Kerrang!s High Voltage (Una breu història del Rock)
- Fear Of The Dark (Canço versionada (cover) d'Iron Maiden) - Kerrang!s Maiden Heaven (Tribut a Iron Maiden)
- Battlefield (Canço versionada (cover) de Jordin Sparks) - Directe de Radio 1 Lounge
- Sex On Fire (Canço versionada (cover) de Kings Of Leon) - The Sun Online
- Black Hole Sun (Canço versionada (cover) de Soundgarden) - En directe al Download Festival 2009
- A.M. 180 (Canço versionada (cover) de Grandaddy) -  Sessió de Colin Murray per BBC Radio 1
- Hurt (Canço versionada (cover) de Nine Inch Nails) - Directe de Radio 1

## Videografia
- "Palahniuk's Laughter"
- "Paint Your Target"
- "Grand Unification Pt. I"
- "Waste A Moment"
- "Hazy Eyes"
- "99"
- "We Apologise For Nothing"
- "Deathcar"
- "Floods"
- "I Am The Message"
- "The English Way"
- "Mercury Summer"
- "Never Change"
- "A City on Fire"